# Paremonia luteicincta
Paremonia luteicincta är en fjärilsart som beskrevs av Holland 1893. Paremonia luteicincta ingår i släktet Paremonia och familjen björnspinnare. Inga underarter finns listade i Catalogue of Life.